# Saartje Corteyn
Saartje Corteyn (21 april 2000) is een Belgisch schermster.

## Levensloop
Bij het Belgisch kampioenschap in 2018 werd ze per ploeg kampioen samen met haar moeder en zus Jolien.
Ze is afkomstig uit Sint-Niklaas en is aangesloten bij Schermgilde De Klauwaerts. Ook haar grootvader en vader (Paul Corteyn) - die tevens haar coach is - zijn actief (geweest) als schermer.

## Ranking

### Senioren
| Jaar    | Rang | Evolutie |
| ------- | ---- | -------- |
| 2017-18 | 289  | +166     |
| 2015-16 | 455  | -        |

### Junioren
| Jaar    | Rang | Evolutie |
| ------- | ---- | -------- |
| 2018-17 | 99   | +32      |
| 2017-18 | 131  | +112     |
| 2016-17 | 243  |          |
| 2015-16 | 243  | +54      |
| 2014-15 | 297  | -        |

## Palmares

### Senioren
| Jaar | Evenement              | Rang   |
| ---- | ---------------------- | ------ |
| 2018 | Belgisch kampioenschap | Brons  |
| 2017 | Belgisch kampioenschap | Zilver |
| 2016 | Wereldbeker            | 154    |
| 2016 | Belgisch kampioenschap | Brons  |
| 2015 | Belgisch kampioenschap | Zilver |

### Junioren
| Jaar | Evenement              | Rang   |
| ---- | ---------------------- | ------ |
| 2018 | Europees kampioenschap | 45     |
| 2018 | Belgisch kampioenschap | Goud   |
| 2017 | Wereldbeker Budapest   | 87     |
| 2017 | Belgisch kampioenschap | Zilver |
| 2016 | Belgisch kampioenschap | Goud   |
| 2015 | Belgisch kampioenschap | Brons  |

### Kadet
| Jaar | Evenement              | Rang |
| ---- | ---------------------- | ---- |
| 2017 | Europees kampioenschap | 38   |
| 2017 | Belgisch kampioenschap | Goud |
| 2016 | Wereldkampioenschap    | 32   |
| 2016 | Belgisch kampioenschap | Goud |
| 2015 | Europees kampioenschap | 46   |
| 2015 | Belgisch kampioenschap | Goud |
| 2014 | Belgisch kampioenschap | Goud |